# Friedrich Ackermann (Politiker, 1866)

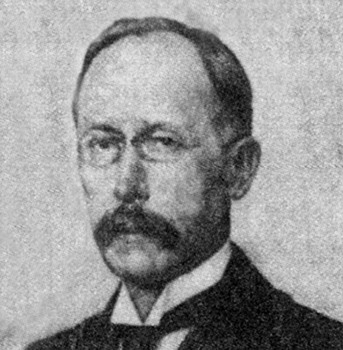
Friedrich Ackermann

Friedrich Ackermann (* 25. Dezember 1866 in Bandels, Landkreis Preußisch Eylau; † 9. April 1931 in Stettin) war ein deutscher Lokalpolitiker und Oberbürgermeister von Stettin.

## Leben
Friedrich Ackermann entstammte einer mecklenburgischen Familie von Beamten und war mit Danziger Kaufmannsfamilien verschwägert. Sein Vater war der Rittergutsbesitzer Friedrich Ackermann, seine Mutter Johanna, geb. Steffens. Nach Unterricht bei Hauslehrern besuchte er die oberen Klassen des Gymnasiums in Hirschberg (Schlesien), wo er 1885 Abitur machte. Anfangs studierte er Naturwissenschaften in Zürich, danach ab 1886 Jura in München, Leipzig und Göttingen und wurde zum Dr. iur. promoviert. Während seines Studiums wurde er Mitglied in den schlagenden Studentenverbindungen Turnerschaft Munichia München (CC, heute zu Bayreuth) und Turnerschaft Cheruscia-Göttingen. Nach seinem Studium leistete er einen einjährigen Militärdienst und war anschließend ab 1890 Gerichtsreferendar, ab 1895 Gerichtsassessor in Westpreußen. 1896 übernahm er das Amt eines Stadtrates in Danzig. Seine erste Stellung als Bürgermeister übte er 1907 für drei Monate in Rathenow aus.

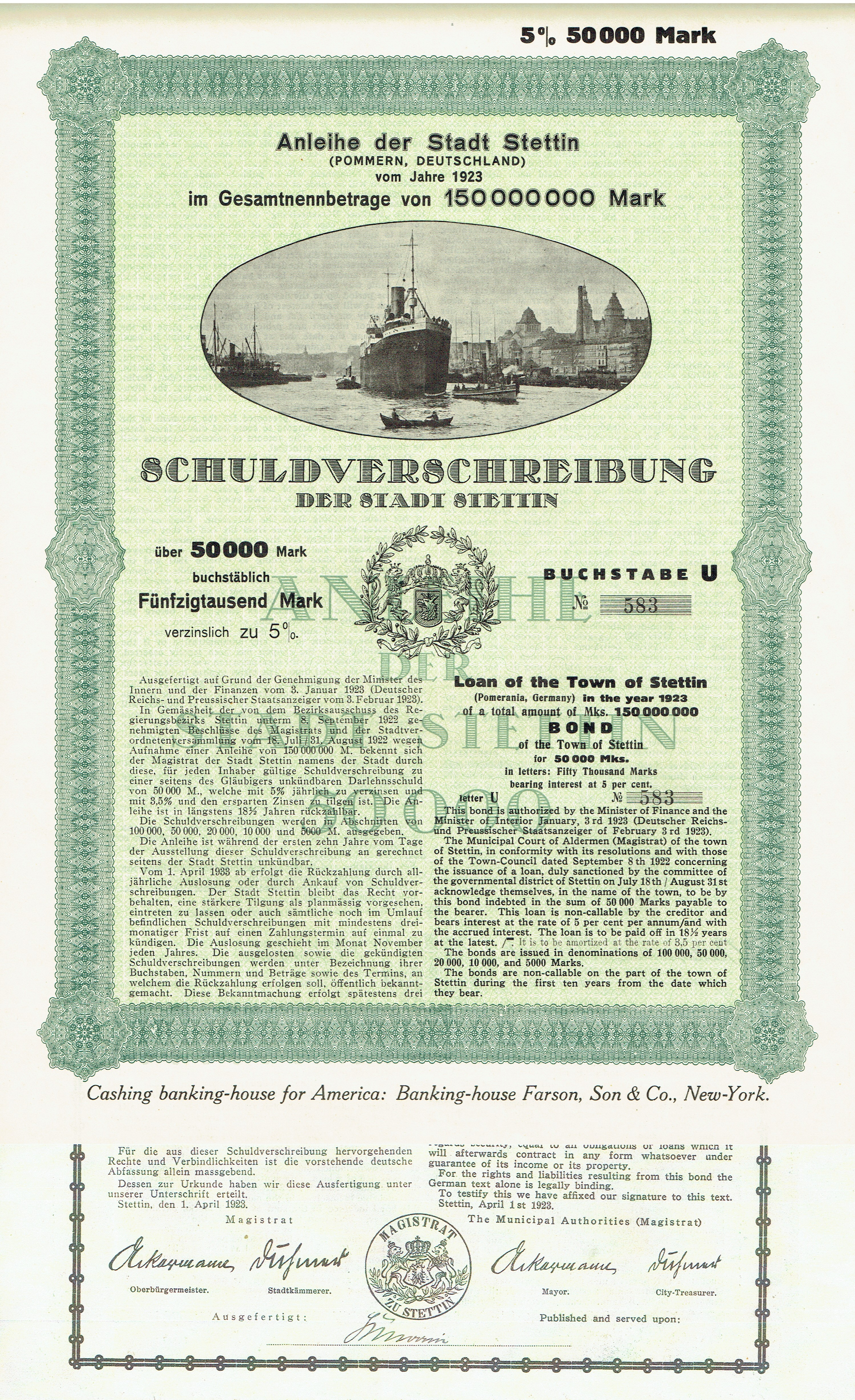
Schuldverschreibung der Stadt Stettin vom 1. April 1923 mit Unterschrift des Oberbürgermeisters Ackermann

Als Hermann Haken 1907 das Amt des Oberbürgermeisters in der Stadt Stettin niederlegte, wurde Friedrich Ackermann sein Nachfolger. Dieses Amt übte er über 23 Jahre aus. In dieser Zeit bemühte er sich, die hohe Position der Stadt zu halten und neue Gebiete zu entwickeln, was ihm in eindrucksvoller Art und Weise gelungen ist. Als Oberbürgermeister vertrat er seine Stadt von 1907 bis 1918 im Preußischen Herrenhaus.
Ackermann war ferner langjähriges Mitglied im Provinziallandtag der Provinz Pommern. Von 1910 bis 1920 wurde er als Vertreter der Stadt Stettin in den Provinziallandtag gewählt, ab der Wahlrechtsänderung von 1921 dann bis 1931 auf der Parteiliste der Deutschen Volkspartei (DVP). Von 1910 bis 1920 sowie 1926 und 1929 war er stellvertretender Vorsitzender des Provinziallandtags, 1930 und 1931 2. stellvertretender Vorsitzender.
Zu seinen großen Errungenschaften gehörte die Modernisierung des Hafens sowie des Verkehrsnetzes. Ackermann initiierte die Entstehung einer bis heute attraktiven Villensiedlung auf dem Gebiet des heutigen Stadtteils Pogodno (Braunsfelde), die in Anerkennung der Verdienste des Oberbürgermeisters Ackermannshöhe genannt wird. 1931 wurde er zum Ehrenbürger Stettins ernannt.
Ackermann hatte 4 Kinder aus erster und 5 Kinder aus zweiter Ehe.